# Bento de Góis

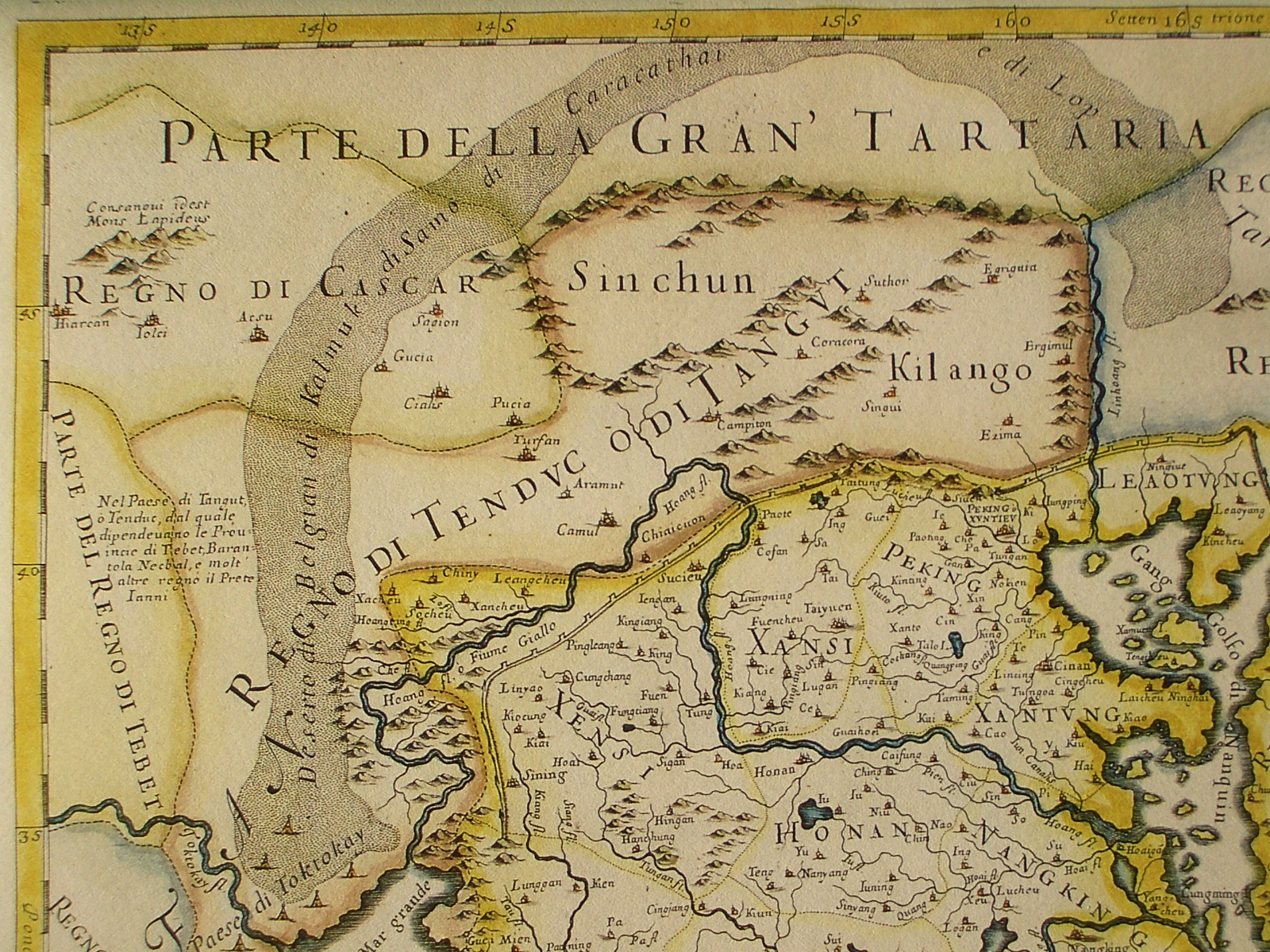
Historická mapa oblasti severozápadní Číny

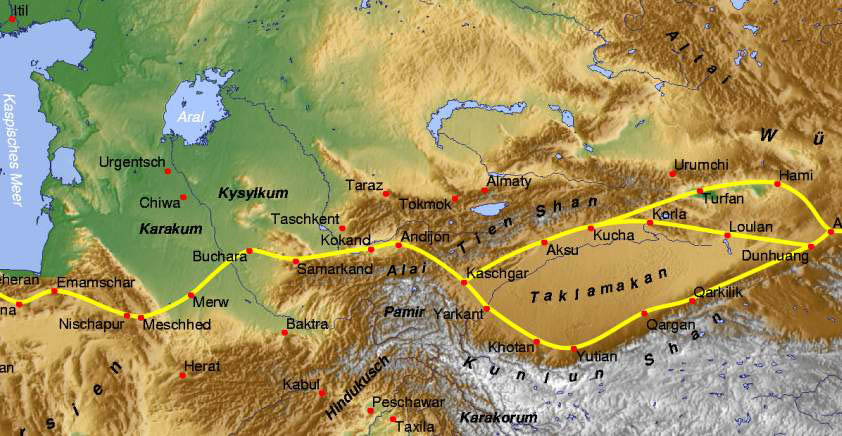
Pohoří Pamír a Hedvábná stezka

Bento de Góis, SJ (též Bento de Goes/Goës, 1562, Vila Franca do Campo, Azory, Portugalsko – 11. dubna 1607, Su-čou, prefektura Ťiou-čchüan, Čína) byl portugalský misionář a cestovatel. Stal se prvním Evropanem, který se po zemi dostal z Indie do Číny, a to přes Afghánistán a pohoří Pamír. K výpravě byl inspirován dohady mezi jezuity ohledně toho, zda je země jménem Cathay Marca Pola totožná s Čínou. Během náročné cesty dospěl k závěru, že s vysokou pravděpodobností ano.

## Cesta z Indie do Číny
Bento de Góis se narodil roku 1562 (nebo 1561) v Vila Franca do Campo na Azorách. Sloužil nejprve jako voják v portugalské koloniální armádě, díky čemuž se dostal do Indie. V kolonii Goa vstoupil roku 1584 jako laik do jezuitského řádu. Coby odvážný muž dobrého úsudku byl vybrán pro expedici, která měla prokázat, zda je země Cathay, o níž psal Marco Polo a do níž cestovali muslimští kupci s nimiž se Portugalci, včetně Góise, setkali v severoindickém Láhauru, ve skutečnosti Čínou (kde již jezuitskou misii vedl Matteo Ricci). S tímto plánem souhlasil i indický panovník Akbar Veliký a podpořil ho průvodním listem a penězi.
V roce 1602 nebo 1603 (či 29. října 1602) Bento de Góis, používající arménské jméno Abdulláh Isái, vyrazil z Ágry v severní Indii do Láhauru, kde přijal za svého společníka Arména jménem Izák (Isái), který mu zůstal věrný až do konce. Láhaur opustil ve velké karavaně v únoru 1603. Přes Péšávar pokračoval se svými průvodci do Kábulu v Afghánistánu. Zde strávili několik měsíců. Poté se vydali přes Hindúkuš a dále po nebezpečných cestách pohoří Pamír. V listopadu 1603 dosáhli Jarkendu (Ša-čche), kde strávili rok, než se dočkali karavany do Cathaye. Když se poté opět vydali na cestu, potkali shodou okolností karavanu vracející se z města Cambaluc.. Její členové tam přitom byli ubytováni ve stejném vládním hostinci jako Matteo Ricci, znali ho a navíc si jako suvenýr vezli list papíru popsaný textem v portugalštině. Bento de Góis byl šťastný a od této chvíle si byl poměrně jist, že Cathay je Čína a Cambaluc je Peking.
Cestovatelé poté dosáhli Velké čínské zdi a pokračovali do pohraničního města Su-čou (v dnešní prefektuře Ťiou-čchüan), kam dorazili koncem roku 1605, tedy zhruba po třech letech a několika tisíci kilometrech náročného putování. Vezli s sebou mnoho nefritů, které získali během cesty. Říše Ming však omezovala vstup cizinců do země přísnými pravidly, a tak výprava musela v Su-čou zůstat řadu měsíců. V Su-čou Bento dostal „čínské jméno“ E Pen-tu (čínsky pchin-jinem È Běndǔ, znaky zjednodušené 鄂本笃, tradiční 鄂本篤). Vysoké ceny potravin postupně připravily Benta de Góis a jeho společníky o majetek. Góis napsal dopis se žádostí o pomoc jezuitům do Pekingu, list však nebyl doručen.
Druhý dopis, který odeslal o Velikonocích roku 1606, v listopadu téhož roku úspěšně dorazil na místo určení. Matteo Ricci rychle vyslal Bentovi na pomoc čínského laického bratra pokřtěného Giovanni Ferdinando. V březnu 1607 se konečně v Su-čou setkali, nicméně Bento byl již na pokraji smrti a zemřel 11 dní poté. Jeho cestovní deník byl částečně zničen (obchodníci dlužící Bentovi peníze tak odstranili dlužní úpisy), Ricci přeživší části uspořádal a doplnil informacemi získanými od Bentových souputníků (Arména Izáka a Giovanni Ferdinanda).